# Mörttjärnarna (Anundsjö socken, Ångermanland)
Mörttjärnarna är en sjö i Örnsköldsviks kommun i Ångermanland och ingår i Gideälvens huvudavrinningsområde.